# 薩氏半鈎鯰
薩氏半鈎鯰，為輻鰭魚綱鯰形目甲鯰科的其中一種，為熱帶淡水魚，分布於南美洲蓋亞那埃塞奎博河、Rupununi河及委內瑞拉奧里諾科河、黑河流域，體長可達19.8公分，棲息在底層水域，生活習性不明。

## 扩展阅读
維基物種上的相關：薩氏半鈎鯰